# Child of Light
Child of Light (с англ. — «Дитя Света») — компьютерная игра в жанре двумерной японской ролевой игры, разработанная канадской компанией Ubisoft Montreal. Сюжет игры повествует о юной принцессе Авроре, которой предстоит вернуть луну, солнце и звёзды, похищенные Чёрной Королевой, и восстановить мир и гармонию в царстве Лемурия. В этом приключении Авроре будут помогать верный друг-светлячок и несколько неожиданных союзников. Принцессе придётся столкнуться лицом к лицу со своими кошмарами и победить врага.
Издатель игры — Ubisoft, выпустила её на всех ключевых платформах: Windows, PlayStation 3, PlayStation 4, Wii U, Xbox 360 и Xbox One в апреле 2014 года. Игра создавалась на игровом движке UbiArt Framework, который уже использовался при создании компьютерных игр Rayman Origins и Rayman Legends.

## Игровой процесс
Игровой процесс представляет собой двумерную jRPG с повышением уровней и прокачиванием характеристик по мере получения опыта. Во время сражения с врагами используется система, схожая по концепции с Активной Боевой Системой (англ. Active Time Battle), задействованной в играх серии Final Fantasy и Grandia II. Все диалоги в Child of Light представлены в стихотворной форме.
В игре присутствует кооперативный режим наподобие Rayman Legends, второй игрок управляет светлячком — вспомогательным персонажем, который может помогать Авроре во время боёв.

## Сюжет
Действие Child of Light происходит в альтернативной Австрии 1895 года. Главной героиней игры является девочка по имени Аврора — дочь герцога Австрии, который недавно женился повторно. Аврора страдает физическим недугом, из-за которого много спит. Однажды после пробуждения девочка находит себя в мифическом мире Лемурия. Принцесса встречает светлячка по имени Игникулюс, который приводит Аврору к Лесной Фее, пленённой в витраже. После освобождения фея рассказывает, что тёмная королева Умбра похитила солнце и луну Лемурии.
Фея даёт Авроре флейту, звёзды и вместе с ними — способность летать. Но Аврора преследует свои цели — она стремится вернуться к отцу, который сильно заболел после того, как его дочь исчезла. По дороге девочка встречает свою сводную сестру по имени Нора, которая говорит, что попала в Лемурию, пройдя в зеркало в старой башне. Сёстры торопятся в заброшенный замок, чтобы воспользоваться порталом, который приводит Аврору в заброшенную башню, где её поджидает Умбра. Выясняется, что Нора — предательница Нокс, а Умбра — новая жена герцога.
В заточении Аврору посещает видение, где она вместе с матерью играет под большим деревом. Девочка убегает ловить светлячков, но когда возвращается — её мать умирает. Перед смертью мать просит Богов Лемурии возродить Аврору в случае её смерти.
Аврору освобождает некто Энгус, и она продолжает путь. Но на этот раз её цель — не вернуться домой, а свергнуть Королеву Ночи. Аврора побеждает Корделию, забрав Луну, и Нокс. Но потом разъярённая Умбра показывает Авроре видение, предлагая вернуться к Отцу, если Аврора отдаст ей Луну и Звёзды. Аврора отказывается, и Герцог умирает. С его смертью исчезает и его подарок — золотая корона Авроры, зачарованная Лесной Феей и защищавшая Аврору от всех внешних бед. Умбра пользуется моментом и поражает Аврору молниями, но та успевает забрать Солнце и ныряет в восходящий поток воды. На поверхности её находит Игникулюс и переносит к Алтарю, где Аврора впервые очнулась. Там Лесная Фея, которая оказывается матерью Авроры и Королевой Света, играя на флейте, призывает всех, кому Аврора помогла за время своего путешествия. С помощью их общей энергии, а также Солнца, Луны и Звёзд она воскрешает Аврору, придав ей новые силы.
Также Энгус встречает своего Капитана, который прощает его служение Умбре и принимает обратно; Финн встречает своего деда Аво, который признаёт, что Финн, сражавшись с Тьмой, наконец стал мужчиной; Роберт встречает Маргарет, и она наконец соглашается пойти с ним на свидание.
Аврора отправляется во Дворец Лемурии и побеждает Умбру, после чего возвращается в Австрию и выводит всех людей через портал в зеркале на вершине башни. Через несколько минут Австрию поглощает вода и остаётся один лишь островок. Аврора становится новой королевой Лемурии.

## Разработка
Впервые игра была показана на выставке GDC 2013. По словам главного дизайнера Патрика Плаурда, он был вдохновлён работами Ёситаки Амано и студии Ghibli при создании визуального стиля проекта. Концепция игры схожа с проектами Vagrant Story, Final Fantasy VIII и Limbo.
Большая часть творческого коллектива, работавшего над проектом, принимала участие в создании Far Cry 3; обе игры имеют аналогичные «ветки умений».

## Отзывы прессы
| Сводный рейтинг       | Сводный рейтинг                                                                       |
| Агрегатор             | Оценка                                                                                |
| --------------------- | ------------------------------------------------------------------------------------- |
| GameRankings          | (PS3) 90,00 % (WIIU) 84,29 % (PS4) 83,48 % (XONE) 82,00 % (X360) 80,00 % (PC) 76,29 % |
| Metacritic            | (PS3) 89/100 (WIIU) 83/100 (XONE) 82/100 (PS4) 81/100 (PC) 76/100 (X360) 74/100       |
| Иноязычные издания    |                                                                                       |
| Издание               | Оценка                                                                                |
| Destructoid           | 8,5/10                                                                                |
| GameZone              | 9,5/10                                                                                |
| IGN                   | 9,3/10                                                                                |
| Русскоязычные издания |                                                                                       |
| Издание               | Оценка                                                                                |
| PlayGround.ru         | 8,8/10                                                                                |
| Riot Pixels           | 67 %                                                                                  |

Игра получила позитивные отзывы от критиков, её рейтинг на сайте GameRankings составляет 90 % для версии PS3 и 80 % для версии XBOX360. Средний балл среди всех платформ — больше 80 %.
Сайт Kanobu.ru поставил игре высший балл — 10, отмечая в своей статье: «Невероятное ощущение чуда, приключения — это то, чем Child of Light компенсирует все свои мелкие проблемы вроде „хранящихся“ в инвентаре побочных заданий или невидимых стен по краям некоторых локаций. Но это не может помешать игре, так хорошо понимающей, в чём её суть, и исполняющей основную программу так безупречно». Команда портала Stratege также похвалила игру, оценив её в 9,5 баллов и подытожив: «Разработчики создали потрясающей красоты пейзажи и модели персонажей, каждое движение которых выглядит, как ожившая картинка художника, посвятившего свою жизнь рисованию иллюстраций к сказкам. Пошаговая боевая АТВ-система ощущается необычно и очень свежо, не только благодаря визуальному ряду, но и разнообразию способностей персонажей, замена которых во время боя открывает множество тактико-стратегических возможностей для игроков». В рецензии от сайта 3DNews игра получила 8 баллов, автор отмечал: «Child of Light пытается усидеть на двух стульях: поведать красивую сказочную историю и быть вдумчивой jRPG», но посетовал, что «Если первое, благодаря картинке и звуку, у неё определенно получается, то со вторым имеются некоторые проблемы». Команда сайта Gmbox расценила игру как вполне удачный эксперимент мейджер-издателя оценив её в 8 баллов написав: «Вместо выпуска очередной игры из какой-нибудь проверенной временем ААА-серии, издательство дает одной из лучших своих студий создать совершенно оторванную от мейнстрима игру, рассчитанную исключительно на цифровые продажи. Удивительно и здорово, что Child of Light вообще случилась. Немного грустно, что оценят это событие не все». Тем не менее были и диаметрально противоположные отзывы, так сайт GameTech указал на несколько неудачных, на взгляд рецензента, аспектов игры: «Сюжет развивается медленно. Предсказуемо скучные награды за зачистку подземелий вгоняют в уныние. Из-за отсутствия мини-карты помощь страдальцам оборачивается долгими блужданиями по миру в надежде наткнуться на искомый объект. Так что к финалу 12-часового приключения приходишь усталый и разочарованный. И немного радостный оттого, что эта тягомотина закончилась», тем не менее отметив, что у игры «замечательный художественный стиль и увлекательная боевая система», которая «поддерживают интерес, но со временем кампания надоедает».